# Kukurini
Kukurini (en italien : Cucorini) est une localité de Croatie située en Istrie, dans la municipalité de Pićan, dans le comitat d'Istrie. En 2001, la localité comptait 207 habitants.

## Démographie
| 1948 | 1953 | 1961 | 1971 | 1981 | 1991 | 2001 |
| ---- | ---- | ---- | ---- | ---- | ---- | ---- |
| 269  | 315  | 260  | 234  | 212  | 192  | 207  |